# Cibanggala
Cibanggala is een bestuurslaag in het regentschap Cianjur van de provincie West-Java, Indonesië. Cibanggala telt 2688 inwoners (volkstelling 2010).